# 乡村医生
根据中華人民共和國於2004年1月1日起施行的《乡村医生从业管理条例》，乡村医生为“尚未取得执业医师资格或者执业助理医师资格，经注册在村医疗卫生机构从事预防、保健和一般医疗服务的”人员。上述条例规定了乡村医生注册及接受培训考试的义务。并规定“未经注册取得乡村医生执业证书的，不得执业。”